# Marcel Silva Andrade
Marcel Silva Andrade (São Vicente, 10 de agosto de 1981) é um ex-futebolista brasileiro que atuava como meio-campista. Atualmente exerce a função de auxiliar-técnico do Resende.
É considerado um dos maiores jogadores da história do Resende, clube pelo qual fez 33 gols em 158 jogos. Por conta disso, em 2018, foi agraciado com o título de Cidadão Resendense.

## Carreira
Marcel foi revelado pelo Santos em 1995, onde permaneceu por 5 anos.
Em 2004, Marcel começou a despontar no futebol quando foi para o União Barbarense e, em seguida, para o Paraná Clube. Após boa campanha pelo time paranaense, Marcel seguiu para o Palmeiras, em 2005, e foi emprestado ao Grêmio no mesmo ano. No clube gaúcho, foi treinado por Mano Menezes, e integrou a equipe que foi campeã da série B, chegando inclusive a ser titular na famosa Batalha dos Aflitos.
Ainda jogou no São Caetano e se transferiu para o Juventude, em 2006. No ano seguinte atuou pelo Náutico de Recife, transferindo-se em seguida para o Paulista de Jundiaí, que disputava a série B.
Em 2008, jogou no Corinthians, após ser indicado por Mano Menezes. Pela equipe, sagrou-se novamente campeão da série B. Fez 11 jogos pelo clube, e marcou 1 gol.
Em 2009 foi para o Vila Nova-GO. Em 2010 jogou no Ituano e ajudou o clube do interior a permanecer na primeira divisão do Campeonato Paulista. Em 2o11 e 2012, Marcel defendeu o Resende.
Após um breve retorno ao Juventude, retornou ao Resende, onde tornou-se ídolo, ajudando a equipe na conquista do bicampeonato da Copa Rio, em 2014 e 2015. Também ajudou o clube a chegar à semifinais de turno no Campeonato Carioca em 2011, 2012 (duas vezes) e 2013. Foi finalista da Taça Rio em 2016, fase sem a participação dos grandes, perdendo para o Volta Redonda na decisão, disputada em jogo único em São Januário.

## Estatísticas
Grêmio
| Jogos | Gols | Vitórias | Empates | Derrotas | Aproveitamento |
| ----- | ---- | -------- | ------- | -------- | -------------- |
| 23    | 4    | 12       | 7       | 4        | 62.3%          |

## Títulos
Grêmio
- Campeonato Brasileiro (Série B): 2005

Corinthians
- Campeonato Brasileiro (Série B): 2008

Resende
- Copa de Verão do Vale do Paraíba: 2012
- Copa Rio: 2014 e 2015

## Prêmios Honorários
- 2018 - Título Cidadão Resendense